# Catedrala „Sfânta Fecioară Maria, Regină” din Iași

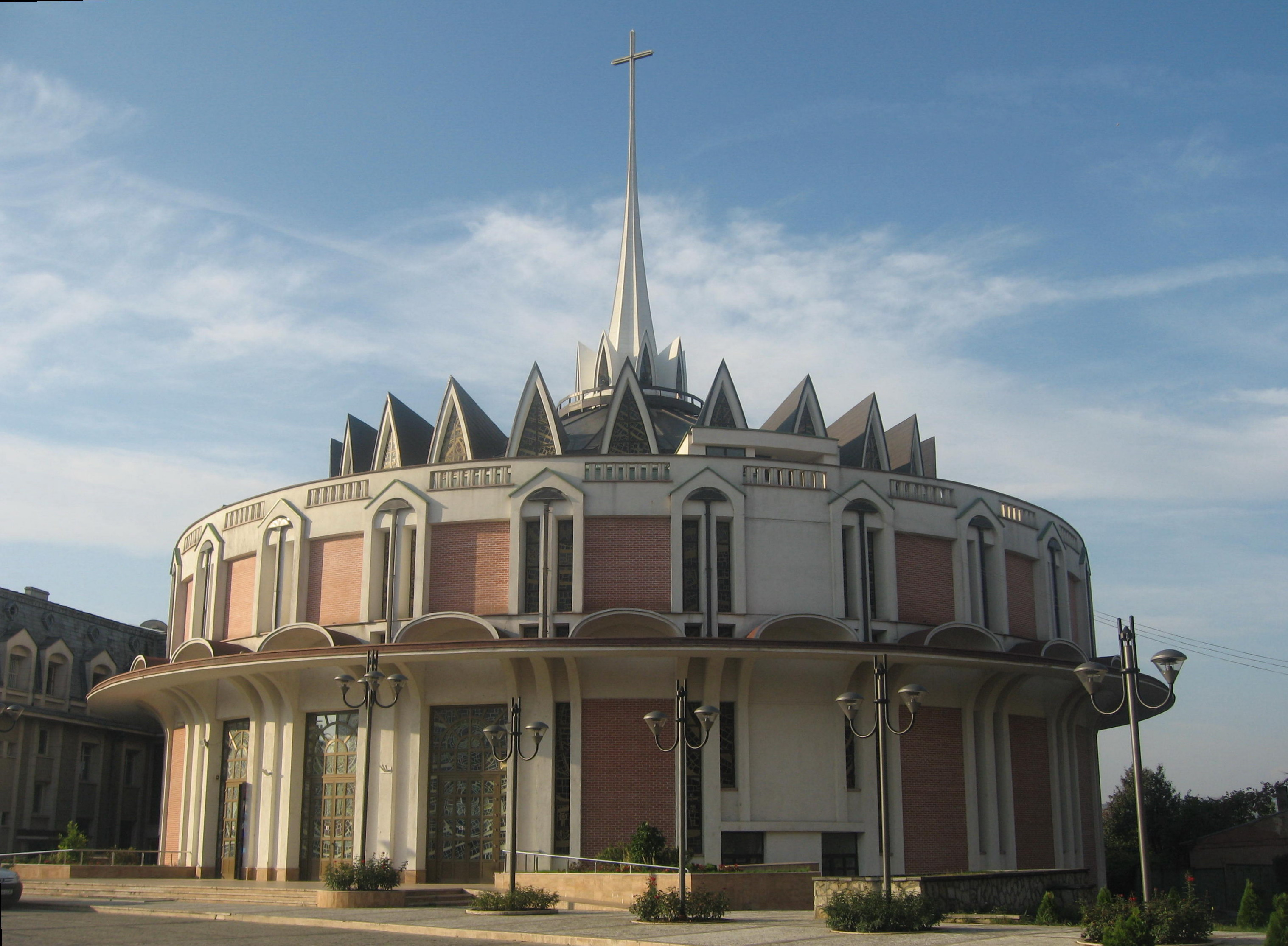
Catedrala Sfânta Maria Regină din Iași

Catedrala Sfânta Fecioară Maria, Regină este o biserică romano-catolică construită în perioada 1992-2005 în municipiul Iași, cu rolul de a servi drept catedrală episcopală. Ea se află situată pe Bulevardul Ștefan cel Mare nr. 26.

## Istoric
Având în vedere că vechea catedrală episcopală din Iași devenise neîncăpătoare, Episcopia Romano-Catolică de Iași a dorit să construiască o catedrală nouă mai mare, unde să poată participa mai multă lume la liturghiile religioase. Până în decembrie 1989 acest deziderat nu s-a putut realiza din cauza opoziției regimului comunist față de biserică.
Abia la 15 august 1990, în mijlocul curții actuale a Episcopiei, înspre sud, a fost pusă piatra de temelie a noului lăcaș de către episcopul Petru Gherghel. Prefectura județului Iași a dispus sistarea lucrărilor după câteva luni argumentând că biserica este prea aproape de Bulevardul Ștefan cel Mare și afectează astfel vizibilitatea clădirilor existente în perimetrul respectiv .
Episcopia a stabilit o nouă locație pentru catedrală, tot în interiorul curții, dar mai în spate. Noul proiect a fost realizat de arhitectul Gheorghe Hereș. În august 1992 s-a început turnarea fundației, iar în octombrie 1993 construcția ajunsese deja la cota zero. Începând de atunci, a fost amenajat subsolul clădirii pentru a se oficia liturghii. Prima liturghie a fost celebrată la Crăciunul anului 1993 în subsolul catedralei. Înălțarea lăcașului de cult a fost finalizată în iunie 1998, aici fiind celebrată prima liturghie la 24 iunie 1998, prilej cu care PS Petru Gherghel a hirotonit 12 preoți. În anii următori, s-au realizat lucrări la acoperiș, la finisarea bisericii pe exterior și interior și la mobilare.
La data de 1 noiembrie 2005 a avut loc slujba solemnă de consacrare a altarului și de sfințire a Catedralei "Sfânta Fecioară Maria, Regină" de către PS Petru Gherghel. La această liturghie solemnă au concelebrat 23 de episcopi (ÎPS Jean-Claude Périsset, nunțiu apostolic în România și Republica Moldova; toți episcopii romano-catolici și greco-catolici din România, episcopi din Italia, Polonia, Elveția, Norvegia, Germania, Austria, precum și ÎPS Daniel Ciobotea, mitropolit ortodox al Moldovei și Bucovinei) și au participat peste 200 de preoți din dieceză și din afara acesteia și peste 3.500 de persoane. Cu acest prilej, au fost așezate relicve ale sfinților la piciorul altarului construit în formă de potir . De asemenea, au fost conferite diplome de onoare sau de merit celor care au contribuit la construirea catedralei.

## Arhitectura catedralei

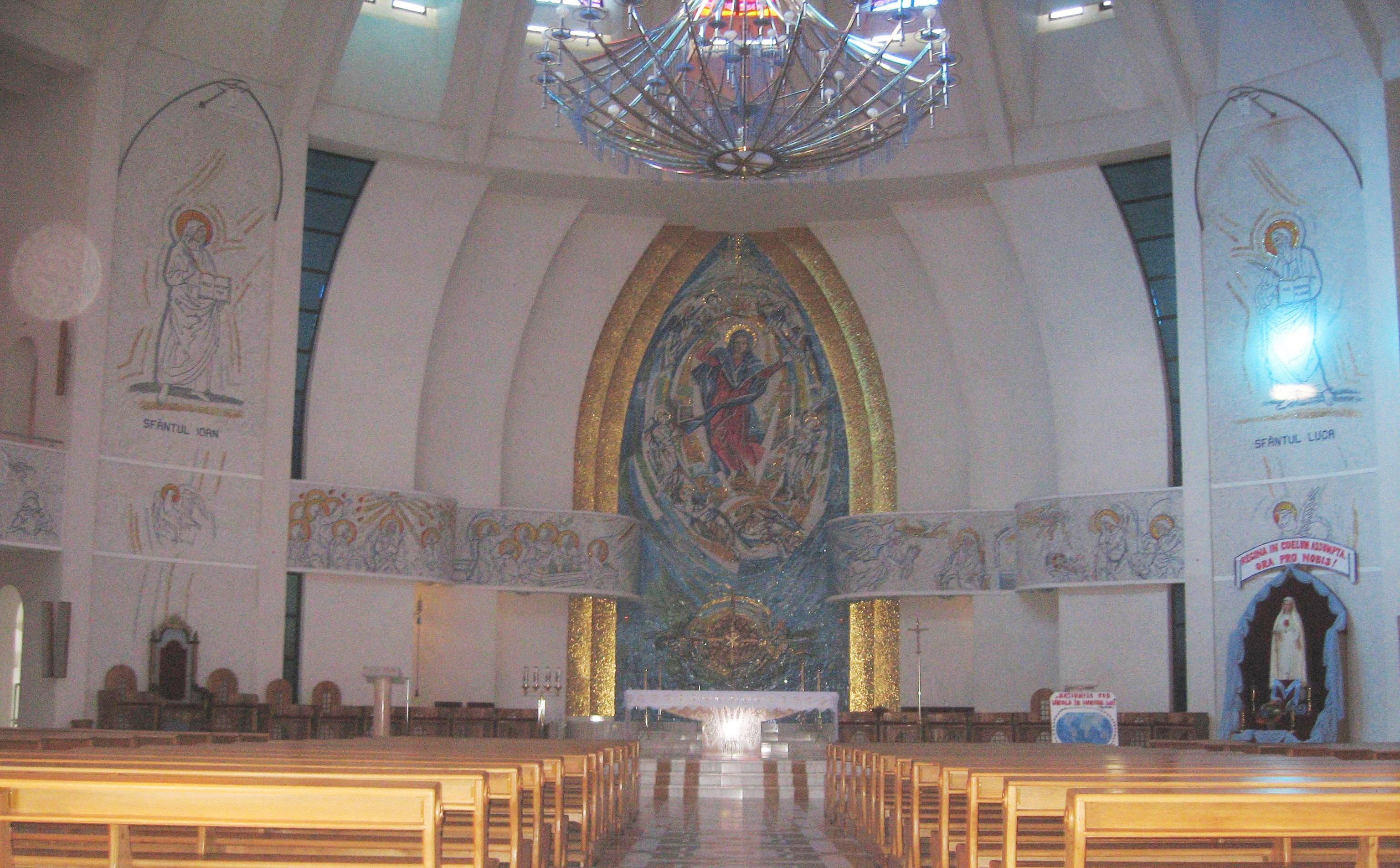
Interiorul catedralei

Catedrala Sfânta Maria Regină din Iași are o formă circulară, cu 24 de ogive și cu o cruce înaltă de 10 m în vârf, în partea centrală a cupolei. Dimensiunile sale sunt următoarele :
- diametrul exterior - 38 m
- diametrul cupolei centrale - 24 m
- înălțime interioară la perimetru cu tot cu balcoane - 11 m
- înălțimea până la cornișă - 12.8 m
- înălțimea interioară până sub cupolă - 16 m
- înălțimea până la baza crucii - 26 m
- înălțimea până la vârful crucii - 36 m

După construirea catedralei, a fost reamenajată curtea interioară a Episcopiei. S-a amenajat intrarea dinspre Str. Colonel Langa, curtea fiind împrejmuită de un gard din metal sau din piatră; a fost amenajat un spațiu verde central de forma unui pește, restul spațiului fiind din beton amprentat sau din pavele.
Catedrala are o cupolă de tip calotă, cu 24 de ferestre de tip ogival, ce se sprijină pe patru stâlpi. Biserica are vitralii așezate pe trei registre reprezentând teme legate de creație, alianță, sacramente, misterele Rozariului .
Intrarea în lăcașul de cult se face prin partea de est, dar mai există și o intrare secundară în partea de vest. În ambele părți ale intrării, se află săli "Mama și copilul".
În interior, biserica are un spațiu central înconjurat de un hol semicircular. În spațiul central de la parter sunt dispuse 76 de bănci și patru confesionale din stejar, un baptisteriu pe partea dreaptă, la mijloc, și un tabernacol pe stânga, la mijloc. Pe balustrada balconului semircular de la etaj sunt amplasate mozaicuri cu cele 15 opriri ale Căii Sfintei Cruci.
Pe peretele altarului se află o icoană din mozaic care o reprezintă pe Sfânta Fecioară Maria, Regină, încadrată de câte două mozaicuri care reprezintă scene din viața Sfintei Fecioare Maria. La baza mozaicului central se află tabernacolul principal. De o parte și de alta a altarului sunt dispuse pupitre de unde se citesc lecturile din Evanghelie.
La etaj se află balcoane pe întreg conturul, mai puțin pe conturul altarului. În fața altarului se află o orgă clasică (adusă din Germania (Rietberg)), cu trei manuale, un pedalier, 3.882 de tuburi și 43 de registre. Biserica are și un demisol, folosit ca sală de conferințe; câteva săli de cateheză și grupuri sanitare pe contur, în partea de sus a demisolului.

## Fotogalerie

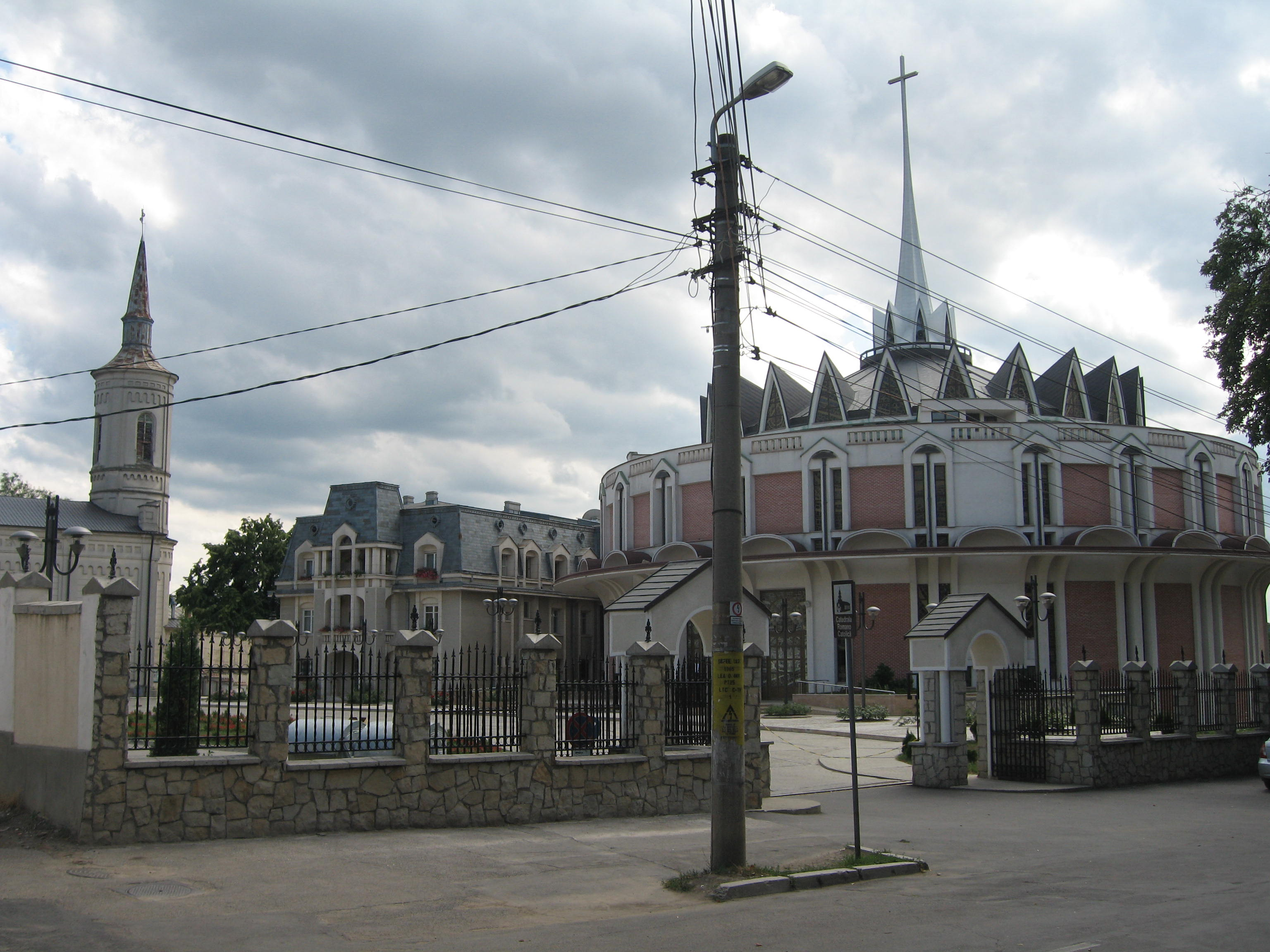
Ansamblul episcopal din Iași văzut dinspre intrarea de pe Str. Colonel Langa. În partea stângă se află Biserica Adormirea Maicii Domnului (Catedrala veche), Palatul episcopal și Catedrala Sfânta Maria Regină
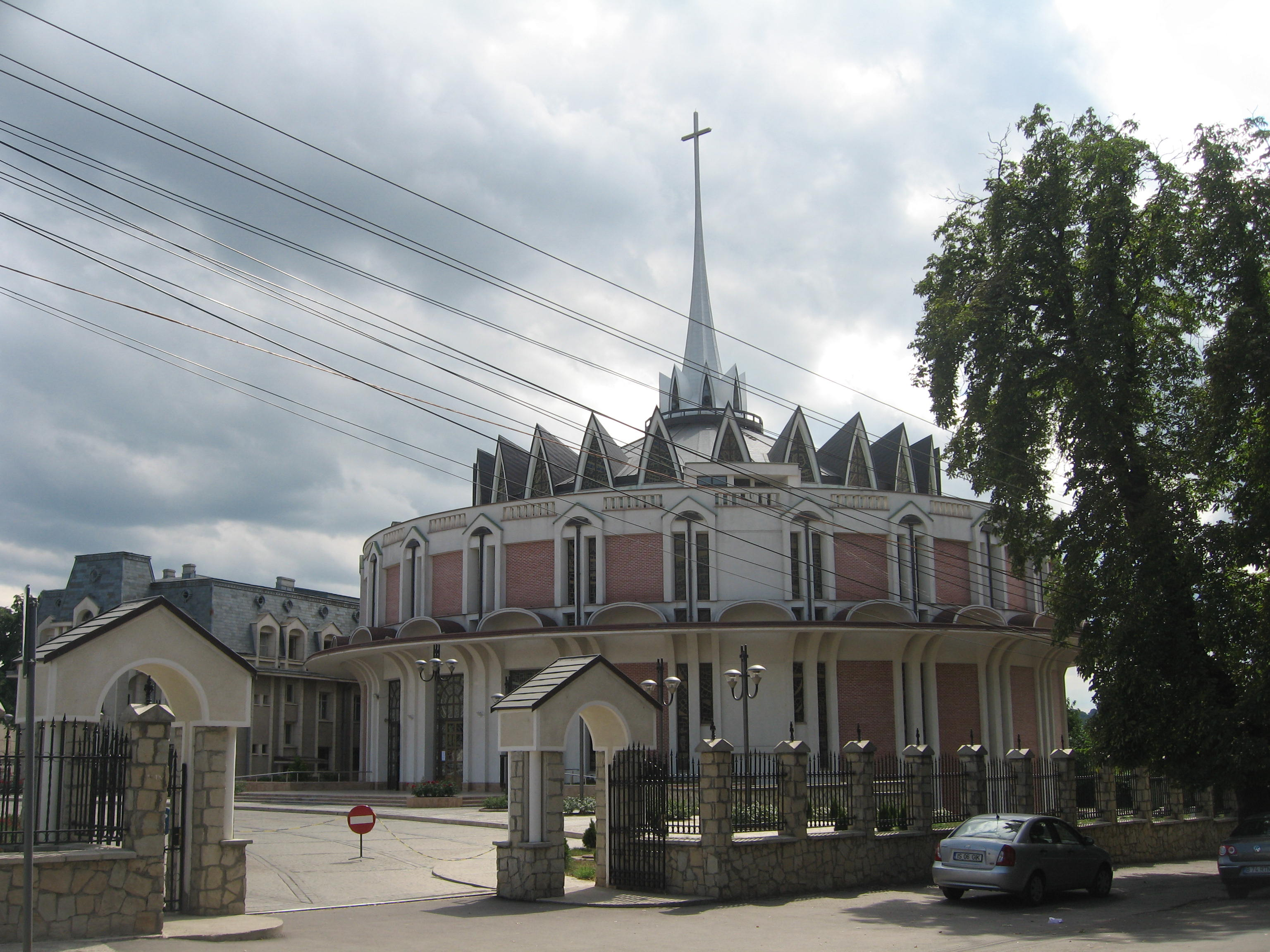
Catedrala Sfânta Maria Regină din Iași văzută dinspre intrarea de pe Str. Colonel Langa
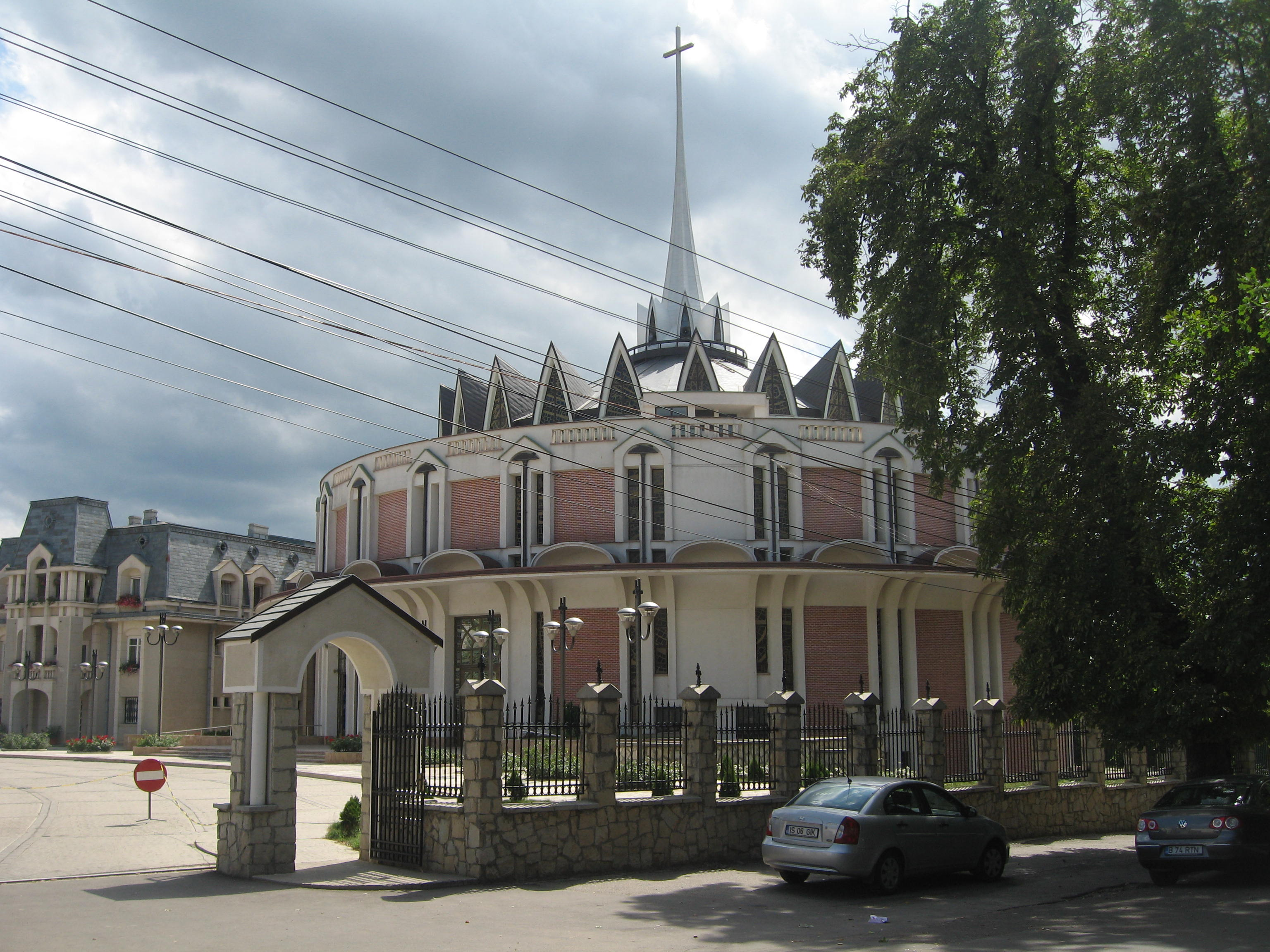
Catedrala Sfânta Maria Regină văzută din stradă
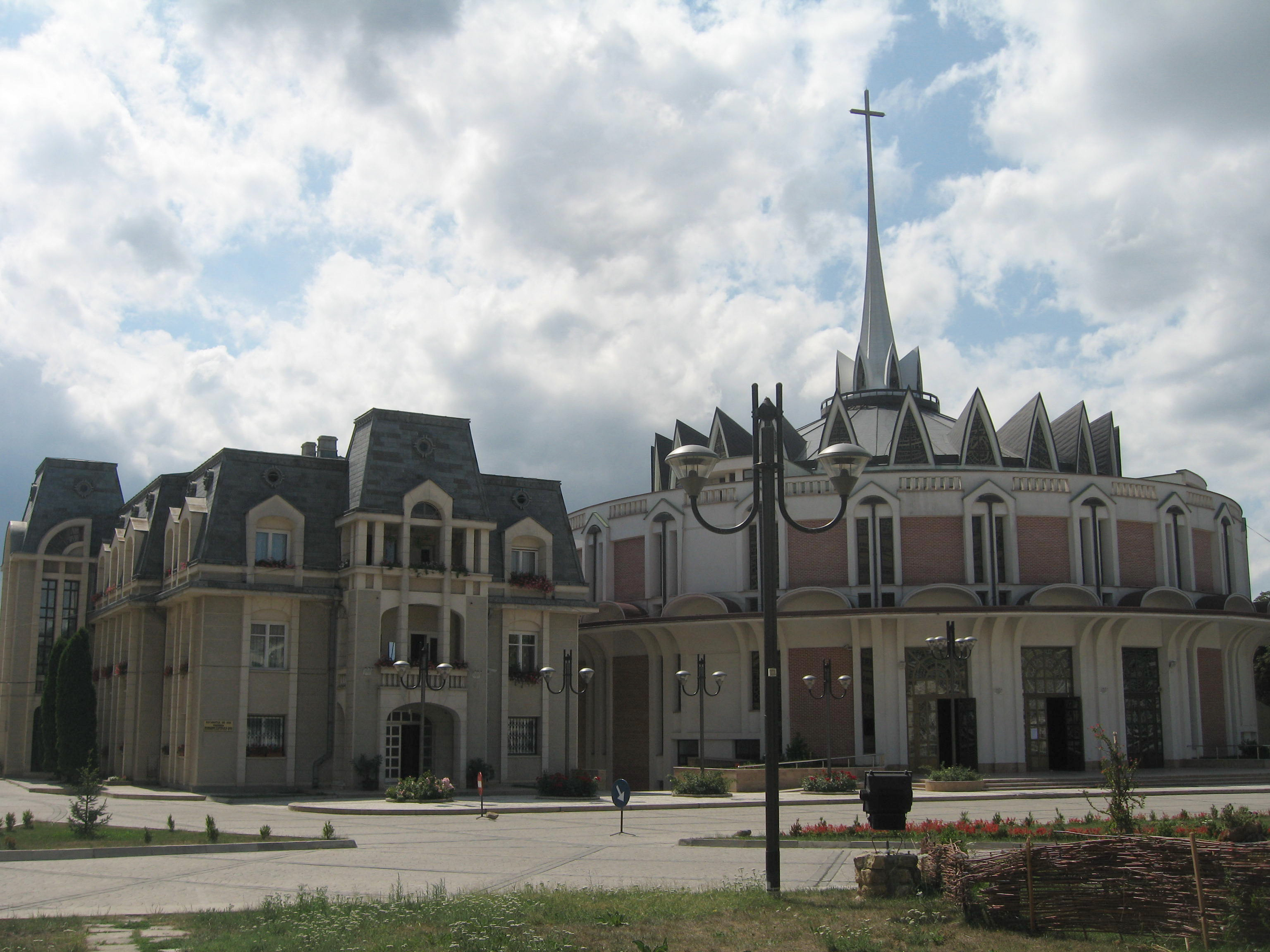
Palatul episcopal și Catedrala Sfânta Maria Regină
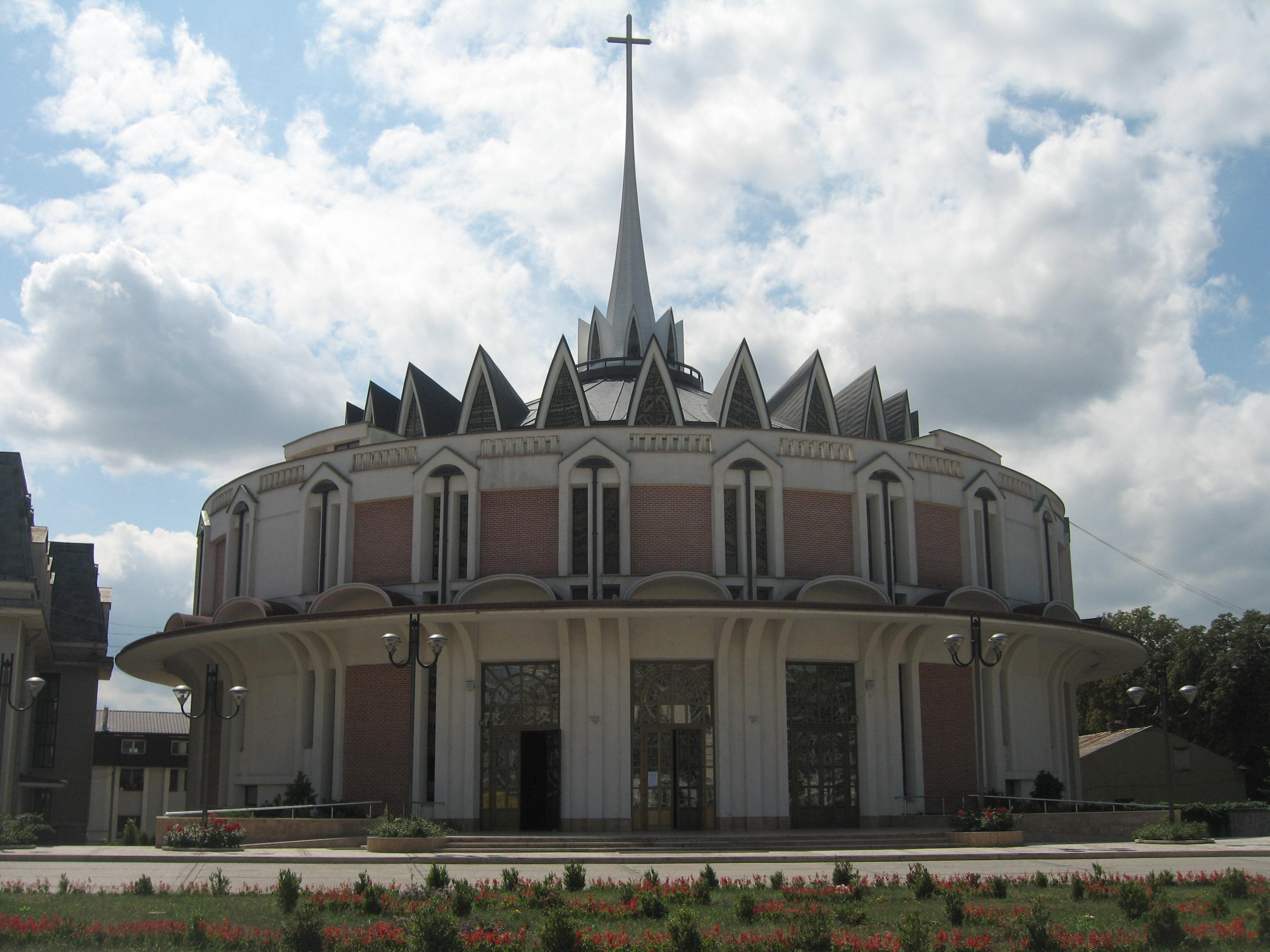
Catedrala Sfânta Maria Regină
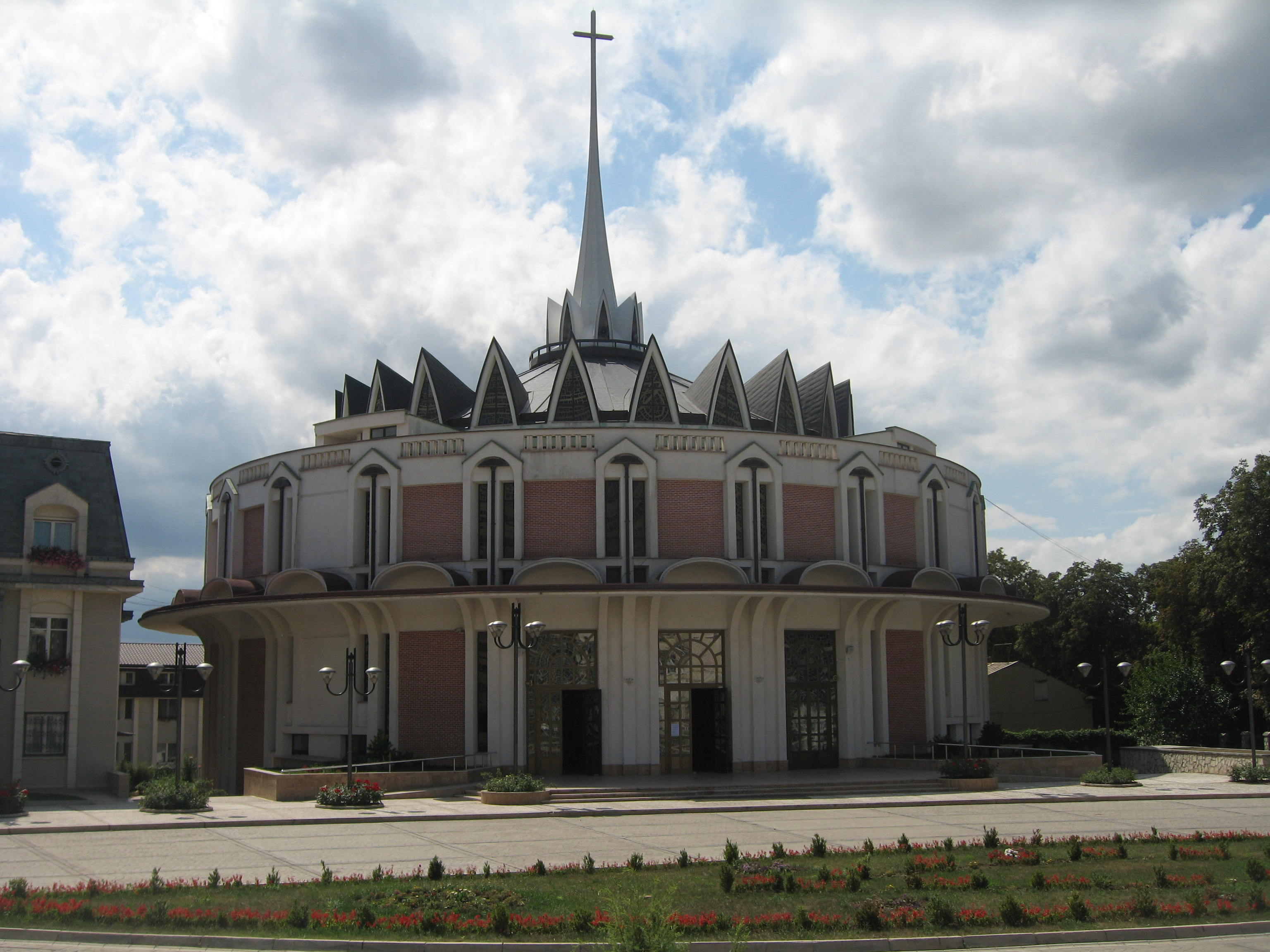
Catedrala Sfânta Maria Regină
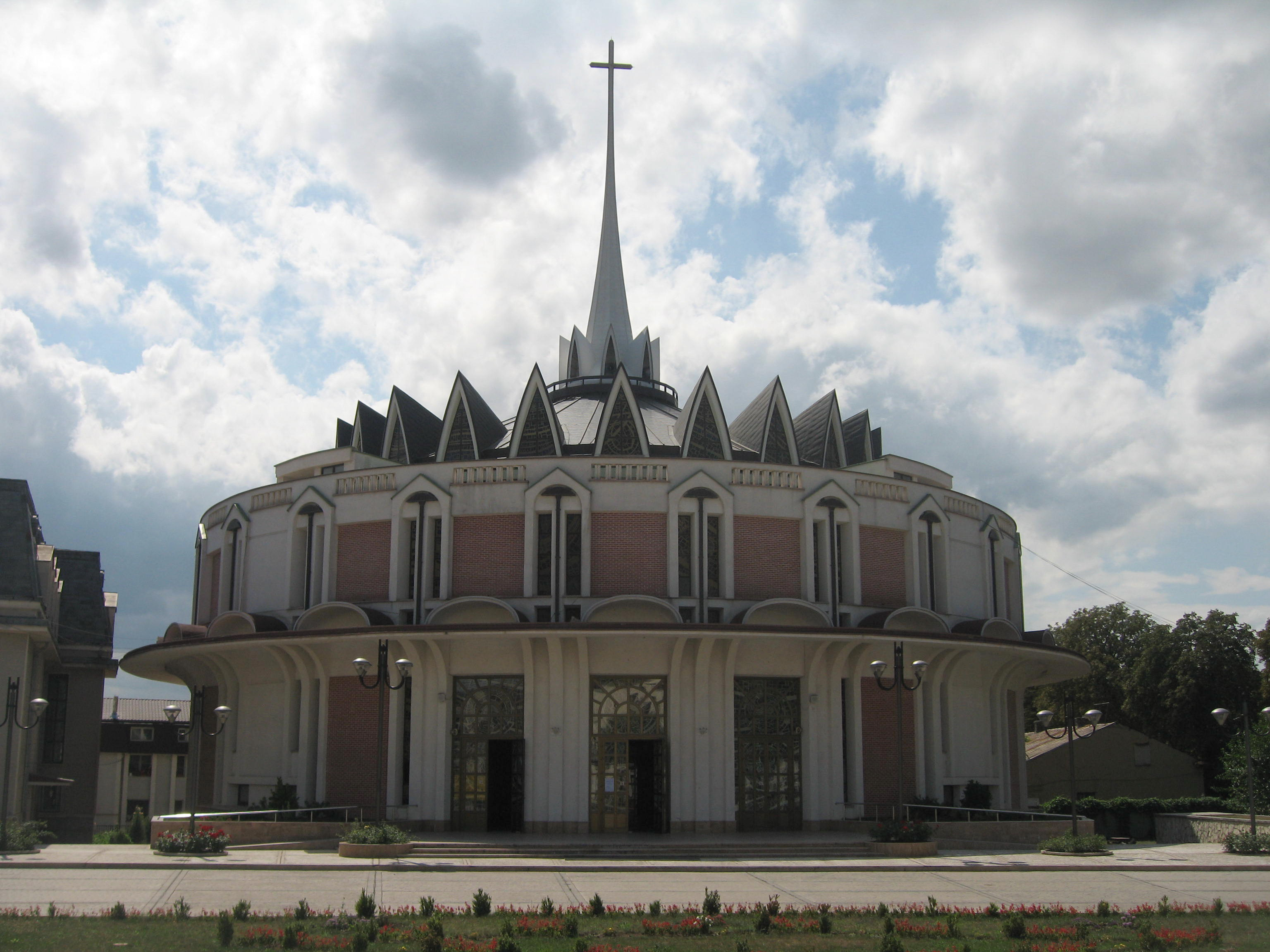
Catedrala Sfânta Maria Regină
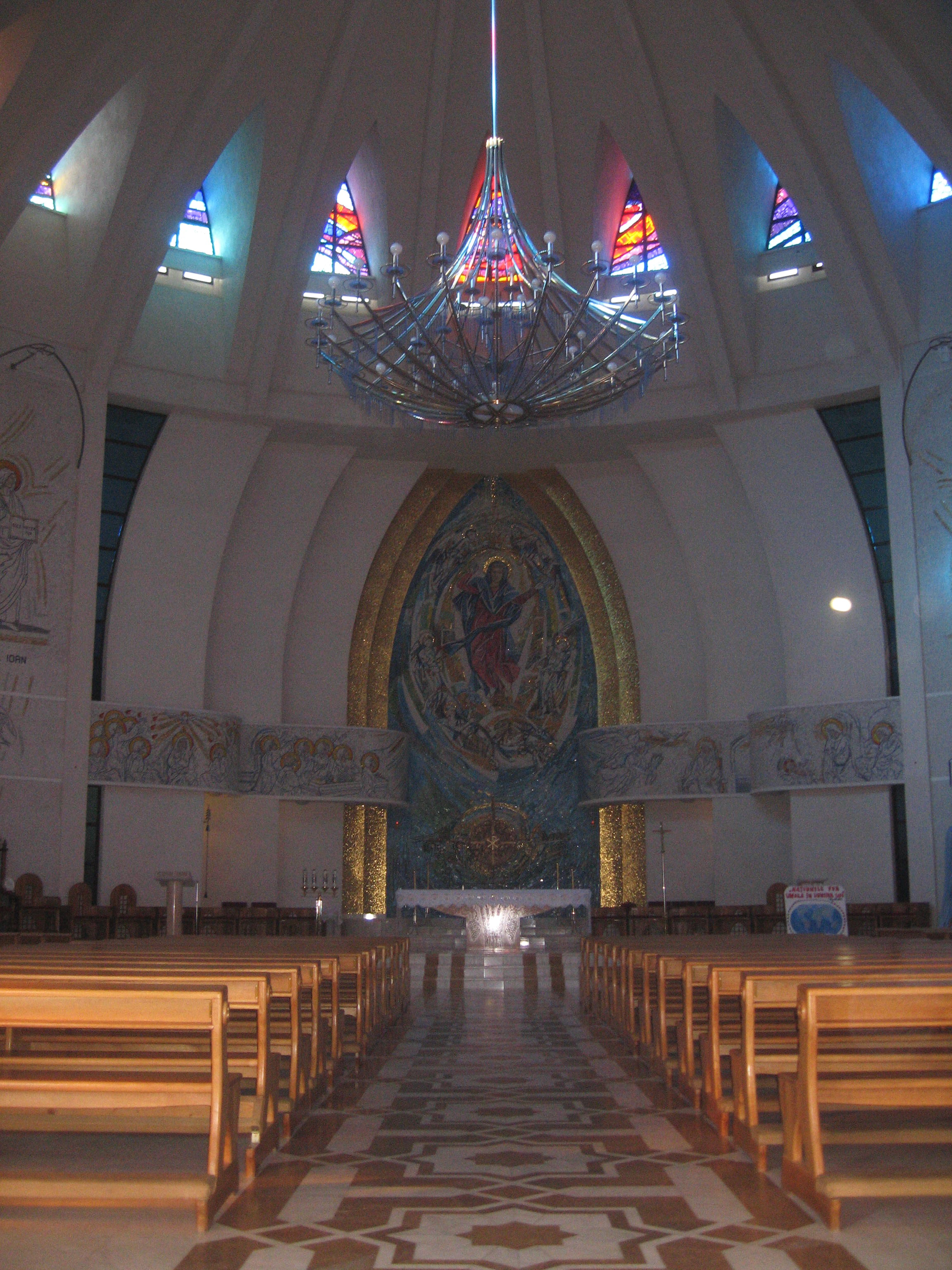
Interiorul catedralei